# Гарнсей, Питер
Питер Гарнсей (англ. Peter David Arthur Garnsey; род. 22 октября 1938) — британский учёный-классицист. Доктор философии, эмерит-профессор Кембриджа, феллоу Джизус-колледжа. Член Британской академии (1993).

## Биография
Окончил Оксфорд и там же получил степень доктора философии (DPhil). В 1967—1973 годах ассистент-, ассоциированный профессор Калифорнийского университета в Беркли. С 1973 года в Кембридже, с 1997 года профессор. Публиковался в Past & Present. Его ученицей указывается Каролина Хамфрес. В соавторстве с ней написал «Эволюцию позднеантичного мира».
Соредактор сборника эссе об эпохе эллинизма Hellenistic Constructs (1997). Др. работы:
- Famine and food supply in the Graeco-Roman world: Responses to risk and crisis (Cambridge, 1988)
- Peter Garnsey and Richard Saller, The Roman Empire: Economy, Society and Culture, 2nd edn. (Berkeley, 2015) {Рец. K. R. Bradley}